# NGC 3944
NGC 3944 is een elliptisch sterrenstelsel in het sterrenbeeld Leeuw. Het hemelobject werd op 6 april 1785 ontdekt door de Duits-Britse astronoom William Herschel.

## Synoniemen
- UGC 6859
- MCG 4-28-85
- ZWG 127.91
- ZWG 157.48
- PGC 37244